# Алгебраическое число
Алгебраи́ческое число́ — комплексное число, являющееся корнем некоторого многочлена с рациональными коэффициентами, не равного тождественно нулю. 
Множество всех алгебраических чисел является алгебраическим замыканием поля рациональных чисел и обозначается {\displaystyle \mathbb {A} }. Оно является подполем поля комплексных чисел.

## Связанные определения
Вещественное или комплексное число, не являющееся алгебраическим, называется трансцендентным.
Целыми алгебраическими числами называются корни многочленов с целыми коэффициентами и со старшим коэффициентом, равным единице.
Если {\displaystyle \alpha } — алгебраическое число, то среди всех многочленов с рациональными коэффициентами, имеющих {\displaystyle \alpha } своим корнем, существует единственный многочлен наименьшей степени и со старшим коэффициентом, равным единице. Такой многочлен называется минимальным, или каноническим, многочленом для алгебраического числа {\displaystyle \alpha } (иногда каноническим называют многочлен, получающийся из минимального домножением его коэффициентов на наименьшее общее кратное знаменателей его коэффициентов, то есть многочлен с целыми коэффициентами). Степень канонического многочлена для {\displaystyle \alpha } называется степенью алгебраического числа {\displaystyle \alpha }.
Другие корни канонического многочлена {\displaystyle \alpha } называются сопряжёнными (по Галуа) с {\displaystyle \alpha }.
Минимальный многочлен по определению является неприводимым над {\displaystyle \mathbb {Q} }.
Высотой алгебраического числа {\displaystyle \alpha } называется наибольшая из абсолютных величин коэффициентов в неприводимом и примитивном многочлене с целыми коэффициентами, имеющем {\displaystyle \alpha } своим корнем. Эта величина также называется высотой самого́ неприводимого многочлена.

## Примеры
- Рациональные числа, и только они, являются алгебраическими числами первой степени.
- Мнимая единица {\displaystyle i} и {\displaystyle {\sqrt {2}}} являются алгебраическими числами второй степени. Сопряжёнными к ним являются соответственно {\displaystyle -i} и {\displaystyle -{\sqrt {2}}}.
- Гауссовы целые числа, степень у них также вторая.
- Золотое сечение как корень многочлена {\displaystyle x^{2}-x-1.}
- {\displaystyle {\sqrt[{3}]{1+{\sqrt {2}}}}+{\sqrt[{3}]{1-{\sqrt {2}}}}} — алгебраическое число 3-й степени, корень многочлена {\displaystyle x^{3}+3x-2}. Сопряжённые числа равны {\displaystyle {\tfrac {-1\pm {\sqrt {3}}i}{2}}{\sqrt[{3}]{1+{\sqrt {2}}}}+{\tfrac {-1\mp {\sqrt {3}}i}{2}}{\sqrt[{3}]{1-{\sqrt {2}}}}}.
- Для любого натурального числа {\displaystyle n} число {\displaystyle {\sqrt[{n}]{3}}} является алгебраическим числом степени {\displaystyle n}.

## Свойства
- Сумма, разность, произведение и частное[1] двух алгебраических чисел — алгебраические числа, то есть множество всех алгебраических чисел образует поле.
  - Следствие: комплексное число {\displaystyle a+bi} является алгебраическим тогда и только тогда, когда обе его компоненты {\displaystyle a,b} — алгебраические числа.
- Множество алгебраических чисел счётно, а следовательно, его мера равна нулю.
- Множество алгебраических чисел плотно на комплексной плоскости.
  - Однако дополнение комплексной плоскости к множеству алгебраических чисел является линейно связным.
- Корень многочлена с алгебраическими коэффициентами есть алгебраическое число, то есть поле алгебраических чисел алгебраически замкнуто.
- Для всякого алгебраического числа {\displaystyle \alpha } существует такое натуральное {\displaystyle N}, что {\displaystyle N\alpha } — целое алгебраическое число.
- Алгебраическое число {\displaystyle \alpha } степени {\displaystyle n} имеет {\displaystyle n} различных сопряжённых чисел (включая себя).
- {\displaystyle \alpha } и {\displaystyle \beta } сопряжены тогда и только тогда, когда существует автоморфизм поля {\displaystyle \mathbb {A} }, переводящий {\displaystyle \alpha } в {\displaystyle \beta }.
- Любое алгебраическое число вычислимо, а следовательно, арифметично.

## Числа,выразимые в радикалах
Любое число, которое можно получить из целых чисел при помощи четырёх действий арифметики (сложения, вычитания, умножения, деления), а также извлечением корня целой степени, является алгебраическим. 
Так, например, алгебраическим будет число {\displaystyle {\sqrt {\frac {1998}{{\sqrt[{19}]{98}}-{\sqrt[{199}]{8}}}}}}, а также числа вида {\displaystyle Q_{1}^{Q_{2}}+Q_{3}^{Q_{4}}+\ldots +Q_{n}^{Q_{n+1}}}, где {\displaystyle Q_{1},Q_{2},Q_{3},Q_{4}\dots Q_{n+1}} — рациональные числа.
Однако не все алгебраические числа можно записать при помощи радикалов. Так, например, согласно теореме Абеля — Руффини многочлены пятой степени и выше с целыми коэффициентами, могут быть неразрешимы в радикалах. Корни таких многочленов являются алгебраическими числами, которые невозможно построить из целых четырьмя арифметическими действиями и извлечением корней.

## История
Название алгебраические и трансцендентные числа предложил Эйлер в 1775 году. 
В то время ещё не была известна трансцендентность ни одного известного числа.
Алгебраические поля, отличные от рационального, стал рассматривать Гаусс.
При обосновании теории биквадратичных вычетов он развил арифметику целых гауссовых чисел, то есть чисел вида {\displaystyle a+bi}, где {\displaystyle a} и {\displaystyle b} — целые числа.
Продолжение исследований Гаусса привело во второй половине XIX века к построению общей теории алгебраических чисел. Далее, изучая теорию кубических вычетов, Якоби и Эйзенштейн создали арифметику чисел
вида {\displaystyle a+b\rho }, где {\displaystyle \rho =(-1+i{\sqrt {3}})/2} — кубический корень из единицы, а {\displaystyle a} и {\displaystyle b} — целые числа.
В 1844 году Лиувилль доказал теорему о невозможности слишком хорошего приближения корней многочленов с рациональными коэффициентами рациональными дробями, и, как следствие, ввёл формальные понятия алгебраических и трансцендентных (то есть всех прочих вещественных) чисел.
Попытки доказать великую теорему Ферма привели Куммера к изучению полей деления круга, введению понятия идеала и созданию элементов теории алгебраических чисел.
В работах Дирихле,
Кронекера,
Гильберта
и других теория алгебраических чисел получила своё дальнейшее развитие.
Большой вклад в неё внесли русские математики
Золотарёв (теория идеалов),
Вороной (кубические иррациональности, единицы кубических полей),
Марков (кубическое поле),
Сохоцкий (теория идеалов)
и другие.